# Paweł Ługiewicz
Paweł Ługiewicz (ur. 22 lutego 1906 w Iławie, zm. w 1978 w Świętochłowicach) – dentysta, działacz społeczny.
W 1921 rodzina Ługiewiczów przeniosła się do polskiego Gniezna w obawie przed niemieckimi prześladowcami. W latach 1927–29 odbył służbę wojskową w wojsku polskim, którą zakończył w stopniu sierżanta. Po ukończeniu studiów dentystycznych w Krakowie otworzył praktykę dentystyczną w Świętochłowicach. 
W 1940 został pozbawiony prawa prowadzenia praktyki dentystycznej przez władze okupacyjne. Niedługo potem został aresztowany i osadzony w obozie koncentracyjnym. Został z niego zwolniony pod koniec 1944 roku. 21 stycznia 1945, na tydzień przed wkroczeniem Amii Czerwonej do Świętochłowic, zorganizował  naradę miejscowego aktywu konspiracyjnego. W zebraniu wzięli udział  członkowie PPR, PPS, AK i bezpartyjni. Zebrani postanowili utworzyć tzw. "Komitet Pięciu", który miał przejąć władzę w mieście, a w jego skład weszli, oprócz Ługiewicza, Tomasz Dobiosz, Jan Jarząbek, Karol Langer i Stanisław Gowarzewski. Ługiewicz odpowiedzialny był za zorganizowanie Straży Obywatelskiej, która potem przekształciła się w Milicję Obywatelską. Był członkiem PZPR.